# Deutsche Meisterschaft im Straßenrennen 1959 (Amateure)
Die Deutsche Meisterschaft im Straßenrennen der Amateure 1959 fanden am 19. Juli statt. Das Rennen führte über 198 Kilometer auf einem Kurs rund um Coburg. Es war die 39. Austragung der Meisterschaften für die Amateure.

## Rennverlauf
Rund 150 Fahrer wurden am Start vom Fußballnationalspieler Fritz Walter auf die Strecke geschickt. Vom Start weg wurde ein hohes Tempo angeschlagen.
Die Nationalfahrer des Bundes Deutscher Radfahrer Karl-Heinz Lippeck, Dieter Kropp, Wolf-Jürgen Edler und andere schafften während des Rennens den Anschluss an die entscheidende Spitzengruppe nicht mehr. Rolf Wolfshohl führte den gestürzten Karl-Heinz Kunde wieder an die Spitze, konnte danach aber der führenden Gruppe kurz vor dem Ziel nicht mehr folgen. Nach 113 Kilometern bildete sich auf Initiative von Tüller und Kunde eine Spitzengruppe von neun Fahrern, aus der der spätere Sieger kam. 10 Kilometer vor dem Ziel hatten noch sechs Spitzenreiter einen Vorsprung von knapp drei Minuten vor der nächsten Gruppe. Günther Tüller zog am Ziel frühzeitig einen langen Spurt an und gewann mit einer Radlänge das Rennen.

## Ergebnis
|     | Fahrer             | Ort                     | Zeit      |
| --- | ------------------ | ----------------------- | --------- |
| 01. | Günter Tüller      | RSV 26 Velbert          | 5:12:59 h |
| 02. | Heinz Heckenmüller | Cellensia Celle         | 5:12:59 h |
| 03. | Schlunz            | Rülsheim                | 5:12:59 h |
| 04. | Karl-Heinz Kunde   | RV Liga Köln-Kalk       | 5:12:59 h |
| 05. | Günther Reisenauer | Dortmund                | 5:12:59 h |
| 06. | Bruno Podesta      | RV Sturmvogel Wiesbaden | 5:12:59 h |
| 0 … |                    |                         |           |